# José Segú

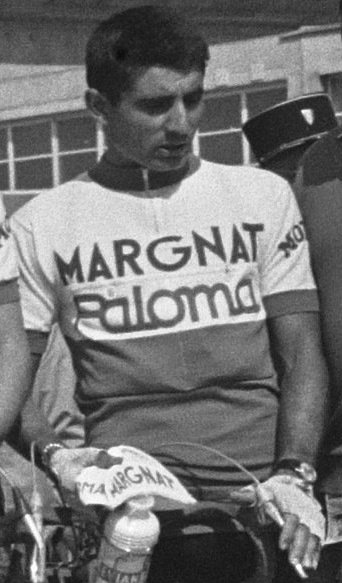
José Segú in der Tour de France

José Segú Soriano (* 19. März 1935 in La Garriga; † 20. Juli 2010 ebenda) war ein spanischer Radrennfahrer.

## Sportliche Laufbahn
Segú gewann als Amateur die Trofeo Jaumandreu 1953 und den Gran Premio Cataluña. 1954 erhielt er seinen ersten Vertrag als Profi in einem spanischen Radsportteam. Seinen ersten Sieg holte er 1955 auf einem Tagesabschnitt der Vuelta Ciclista a la Comunidad Valenciana. 1958 gewann er eine Etappe der Katalonien-Rundfahrt. 1959 und 1960 gelangen ihm weitere Tageserfolge in diesem Etappenrennen. In der Vuelta a España 1959 wurde er Zweiter hinter dem Sieger Antonio Suarez. Den Gran Premio Ayuntamiento de Bilbao gewann er 1960 vor José Luis Talamillo.
1962 siegte er im Gran Premio Pascuas und auf einer Etappe der Vuelta a España, 1963 dann auf zwei Etappen. Dazu kam ein Tageserfolg im Grand Prix Midi Libre. Vier Etappenerfolge brachte ihm die Andalusien-Rundfahrt 1964.
1965 wurde sein erfolgreichstes Jahr mit Siegen in der Andalusien-Rundfahrt vor Jesus Isasi (mit einem Etappenerfolg) und in der Guatemala-Rundfahrt.
Die Vuelta a España fuhr er siebenmal, schied nur 1961 aus. 1964 wurde er 45. der Tour de France.